# Mark Boals
Mark Boals (Ohio, 5 dicembre 1958) è un cantante e bassista statunitense.

## Biografia
Sin da piccolo si appassiona alla musica in quanto i genitori erano musicisti, la madre suonava il pianoforte e il padre la tromba. Cominciò ad ascoltare le canzoni che passavano alla radio e ad appassionarsi al canto, e a 6 anni cantava come solista presso una chiesa locale. A 9 anni, in occasione di un festival musicale, vidde una rock band di nome "Left Hand" e si appassionò al basso elettrico e al rock in generale, in particolare a gruppi come Van Halen e Black Sabbath;"Amo quasi tutti i tipi di musica,vecchia e nuova,rock,jazz,blues,classica,amo i vecchi cantanti rock come Gillan,Dio,Plant,Coverdale e adoro anche i vecchi cantanti r’n’b come James Brown,Wilson Picket e il blues come John Lee Hooker,Muddy Waters,ecc.Mi piacciono soprattutto i cantanti che hanno un suono e hanno qualcosa da dire con la loro voce".
Inizia la sua carriera di musicista nel 1984 come bassista session-live per Ted Nugent. Nel 1986 diventa il cantante di Yngwie Malmsteen per incidere le parti vocali di Trilogy. Segue un tour americano e asiatico, ma Mark Boals non farà tutte le date, e per l'ultima parte del tour verrà richiamato Jeff Scott Soto.
Dopo anni di silenzio torna nel 1990 con una nuova band, i Billionaire Boys Club, un supergruppo di hard rock melodico formato con Jörg Fischer (ex-Accept).
Nel 1996 torna con Yngwie Malmsteen nel tour mondiale di Inspiration, disco di cover in cui Mark Boals canta in 4 tracce (In the dead of night,The sails of Charon,Anthem,Child in time).
Nel 1998 inizia una carriera solista: Incide il disco Ignition con l'ausilio alla chitarra di Doug Aldrich, nel 2000 pubblica Ring of fire e nel 2002 Edge of the world.
A fine 1999 è nuovamente con Yngwie Malmsteen per registrare due dischi: Alchemy e War to End All Wars. Dopo l'uscita di quest'ultimo, un diverbio tra i due - l'accusa da parte sua verso Malmsteen di aver usato delle registrazioni provvisorie per le linee vocali - ne fa seguire l'abbandono della band. Mark Boals dichiarerà: "Era diventato davvero sempre più duro e difficile sentirsi un musicista della sua band,e questo è il motivo per cui tutto è finito.Diciamo che era diventato troppo difficile lavorare insieme e questo è tutto ciò che posso dire".
Successivamente forma una Neoclassical metal band, i "Ring of Fire", insieme al chitarrista Tony MacAlpine e il tastierista Vitalij Kuprij. I dischi con i Ring of Fire incisi al momemento sono cinque, più un disco dal vivo registrato in Giappone.
Nel novembre 2007 pubblica con gli Svedesi "The Codex" l'album The codex, mentre nel dicembre 2007 entra a far parte dei Royal Hunt con cui pubblica due album: Paradox 2 - Collision curse (2008) e X (2010). Nel 2010, coi membri dei Ring of Fire Tony MacAlpine e il batterista Virgil Donati, pubblica Seven the hardway.
Sempre nel 2010 si unisce agli Iron Mask con cui pubblica Black as death (2011) e Fifth son of winterdoom (2013). Con gli "Holy Force" pubblica Holy force nel 2011, e con Joshua Resurrection nel 2012. Nel 2013 con gli "Artical" pubblica Illusion X e successivamente forevermore (2020).
Dal settembre 2014 fino al 2016 è stato il cantante del gruppo italiano Labyrinth, ed allo stesso tempo è stato il bassista nei Dokken. Con queste due band non ha inciso alcun album, ma solo suonato dal vivo. Nel 2015 ha pubblicato con gli Svedesi "Vindictiv" l'album World of fear.
Con la band Americana "Dramatica" pubblica due album Fall of tyranny (2016) e Beyond the eyes of deception (2020), mentre coi Giapponesi "Ark Storm" incide Voyage of the rage (2018).
Nel 2019 forma gli Shining Black insieme al chitarrista italiano dei Vision Divine,Olaf Thorsen, al momento hanno pubblicato due album. Nel 2022 appare come cantante nel disco The path di Alex Stephens. 
Nel 2023 si unisce ai "Circus of Rock" per una serie di spettacoli dal vivo. Mark Boals collabora con numerosi musicisti di tutto il mondo, moltissime sono le sue partecipazioni in veste di ospite.

## Discografia

### Come solista
- 1998 - Ignition
- 2000 - Ring of Fire
- 2002 - Edge of the World

### Con i Ring of Fire
- 2001 - The Oracle
- 2002 - Burning live in Tokyo (Dal vivo)
- 2002 - Dreamtower
- 2004 - Lapse of Reality
- 2014 - Battle of Leningrad
- 2022 - Gravity

### Con Yngwie Malmsteen
- 1986 - Trilogy
- 1996 - Inspiration (voce su 4 canzoni)
- 1999 - Alchemy
- 2000 - War to End All Wars

### Coi The Codex
- 2007 - The Codex

### Con i Royal Hunt
- 2008 - Paradox 2 - Collision Course
- 2010 - X

### Con i Seven the Hardway
- 2010 - Seven the Hardway

### Con gli Iron Mask
- 2011 - Black as Death

- 2013 - Fifth Son of Winterdoom

### Con gli Holy Force
- 2011 - Holy Force

### Con Joshua
- 2012 - Resurrection

### Coi Vindictiv
- 2015 - World of fear

### Con gli Artical
- 2013 - Illusion X
- 2020 - Forevermore

### Con gli Ark Storm
- 2018 - Voyage of the Rage

### Con gli Shining Black
- 2020 - Shining Black
- 2022 - Postcards from the End of the World

### Con Alex Stephens
- 2022 - The Path

### Partecipazioni e Collaborazioni
- 1990 - Billionaire Boys Club - Something wicked comes
- 1992 - Maestro Alex Gregory - Paganini's last stand
- 2001 - Empire - Hypnotica
- 2002 - Daniele Liverani Rock Opera - Genius episode 1
- 2003 - Erik Norlander - Music machine
- 2004 - Daniele Liverani Rock Opera - Genius episode 2
- 2004 - Takayoshi Ohmura - Nowhere to go
- 2005 - Lars Eric Mattsson - War
- 2007 - Indingo Dying - Indingo dying
- 2008 - Uli Jon Roth - Under a dark sky
- 2009 - Wolf - Ravenous
- 2009 - Vindictiv - Ground zero
- 2010 - Kuni - Rock
- 2010 - Mistheria - Dragon fire
- 2010 - Jayce Landberg - Good sleepless night
- 2011 - Lyraka
- 2011 - Wolfpakk - Wolfpakk
- 2011 - Shades of Crimson - Fallen hero
- 2011 - Boguslaw Balcerak's Crylord - Blood of the prophets
- 2012 - Driver - Countdown
- 2012 - Dokken - Broken bones
- 2013 - Adrian Galysh
- 2013 - Dio Disciples
- 2013 - Gabriels - Prophecy
- 2013 - Byron Nemeth Group - A new freedom
- 2013 - Magnus Karlsson's Free Fall - Magnus Karlsson's free fall
- 2014 - Byron Nemeth Group - The video chronicles
- 2014 - Boguslaw Balcerak's Crylord - Blood of the prophets
- 2014-2016 - Labyrinth
- 2015-2021 - Forces United
- 2017-2022 - Foundry
- 2015 - Marius Danielsen - Legend of valley doom (parte 1)
- 2015 - Vexillum - Unum
- 2015 - Bastian - Among my giants
- 2016 - Vivaldi Metal Project - The four seasons
- 2017 - Even Flow - Life has just begun
- 2017 - Ancestral Dawn - Souldance
- 2018 - Estate - Mirrorland
- 2018 - Amoriello - Amoriello
- 2018 - Tara Lynch - Evil enough
- 2018 - Frank Caruso - It's my life
- 2018 - Orion's Reign - Scores of war
- 2018 - Niels Vejlyt - The Sword of ancient myth
- 2018 - Marius Danielsen - Legend of valley doom (parte 2)
- 2018 - Michael Schinkel's Eternal Flame - Smoke on the mountain
- 2019 - Lord Divine - Facing chaos
- 2020 - Alogia - Semendria
- 2020 - Royal Hunt - Dystopia
- 2020 - Monsanto - Perfect balance
- 2020 - Costas Varras - Rock you hard
- 2020 - Takayoshi Ohmura - Angels in the dark
- 2020 - Abstract Symphony - The hidden empire
- 2021 - Ghosts of Gods
- 2021 - White Wizard - Viral insanity
- 2021 - Michael Schinkel's Eternal Flame - Gravitation
- 2021 - Signum Draconis - The divine comedy: Inferno
- 2021 - Marius Danielsen - Legend of valley doom (parte 3)
- 2022 - Fallen Symmetry - Rehenes
- 2022 - Royal Hunt - Dystopia parte 2
- 2022 - Vivaldi Metal Project - Epiclassica
- 2022 - The Chronomaster Project - The android messiah
- 2022 - Andrew Lee's Heavy Metal Shrapnel - First fragment VS Heavy metal shrapnel

### Partecipazioni in veste di bassista
- 1982-1983 - Savoy Brown
- 1984 - Ted Nuget
- 2014-2017 - Dokken

### Tribute album
- Dragon Attack: A Tribute to Queen (1997)